# タンビュザヤ
タンビュザヤ（ビルマ語: သံဖြူဇရပ်(မြို့)、ALA-LC翻字法: Saṃ phrū ja rapʻ、ビルマ語発音: [t̪œ̀mbjùzəjaʔ] タンビューザヤッ; タンビュザッヤ表記が見られる場合もあるが不正確; Thanbyuzayat）は、ミャンマー南東部のモン州にある町である。モーラミャインから南へ約65kmに位置する。第二次世界大戦中に突貫工事により完成し、多くの犠牲者を出し、「死の鉄道」として悪名高い泰緬鉄道建設において、ビルマ（ミャンマー）側の起点となった町である。町には日本軍が犠牲者を弔うために建てたパヤー（パゴダ）や、連合軍の兵士の墓がある。

## 町名の由来
町の名はタンビュー（သံဖြူ）が〈錫〉、ザヤッ（ဇရပ်）が〈宿〉(cf. モン語: ဇြပ်〈お堂; 宿〉) のことを指し、文字通りには〈錫の宿〉あるいは〈錫屋根の宿〉を意味する。その名の通り国際市場が衰退する前までは錫鉱石の一大採掘坑であり、町の辻には錫屋根のザヤッが今も見られる。

## 交通
州都のモーラミャインからピックアップトラックが頻繁に出ており、また、モーラミャインからイェー、ダウェイなどに通じる途中であるので、長距離バスなども通る。
モーラミャインから、リゾート地であるサッセビーチ（ビルマ語: စက်စဲကမ်းခြေ セッセー・カンジェー）やチャイッカミに行くには、タンビュザヤで三又に分かれている箇所で乗り換える必要がある。

## ギャラリー

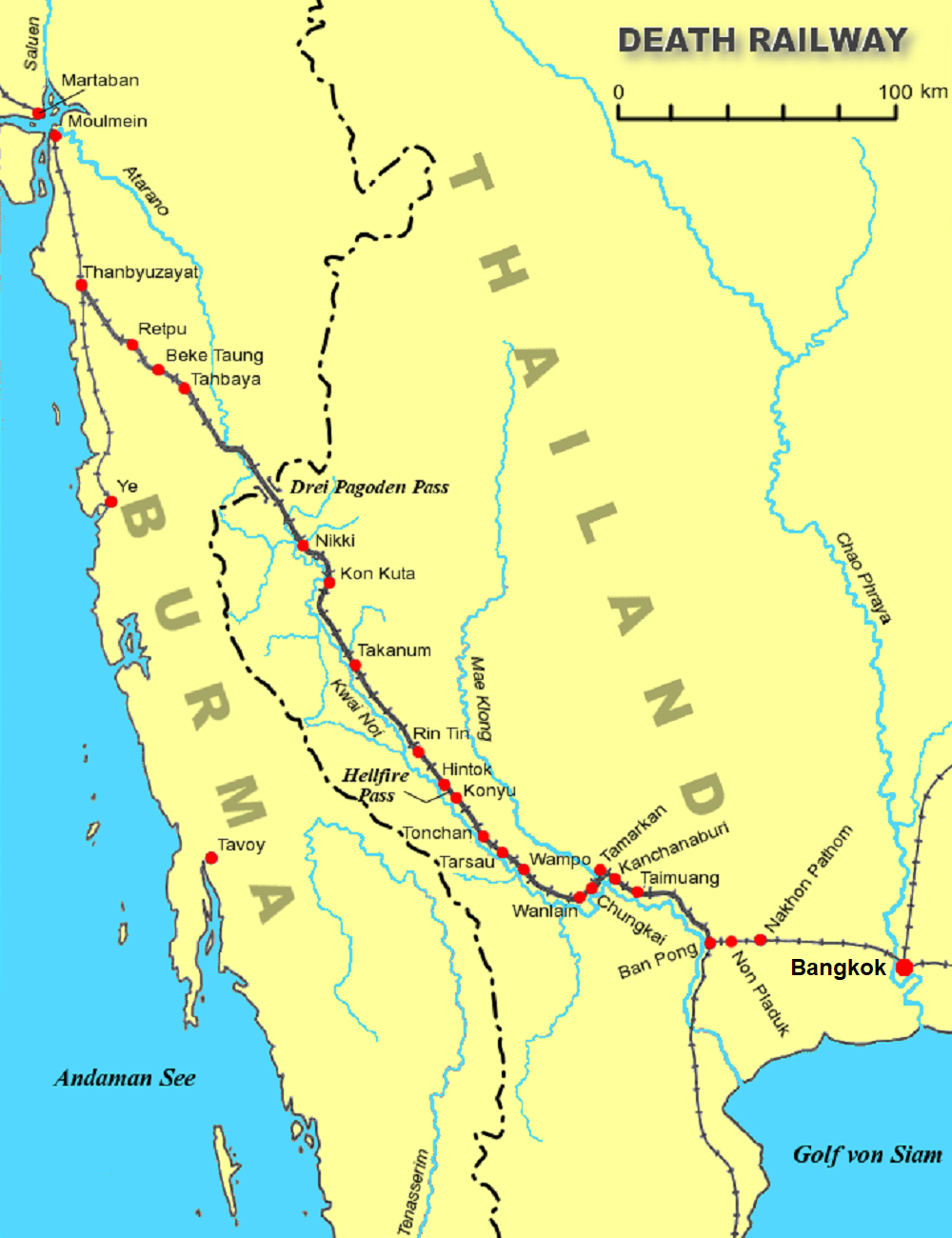
泰緬鉄道の路線図

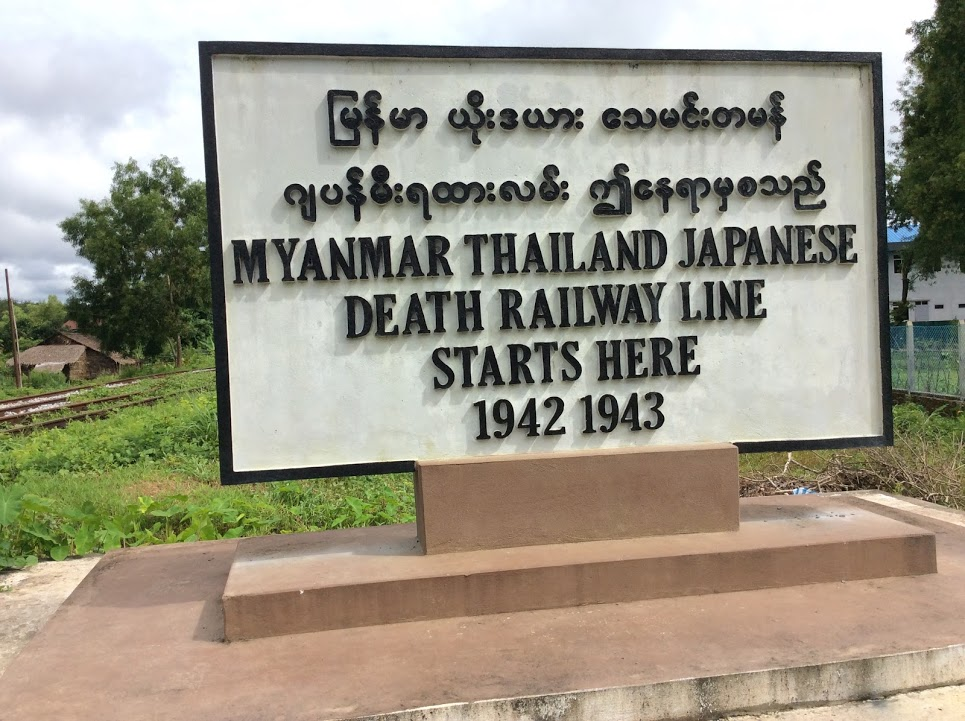
泰緬鐡道始点の石碑（Death Railway Museum）
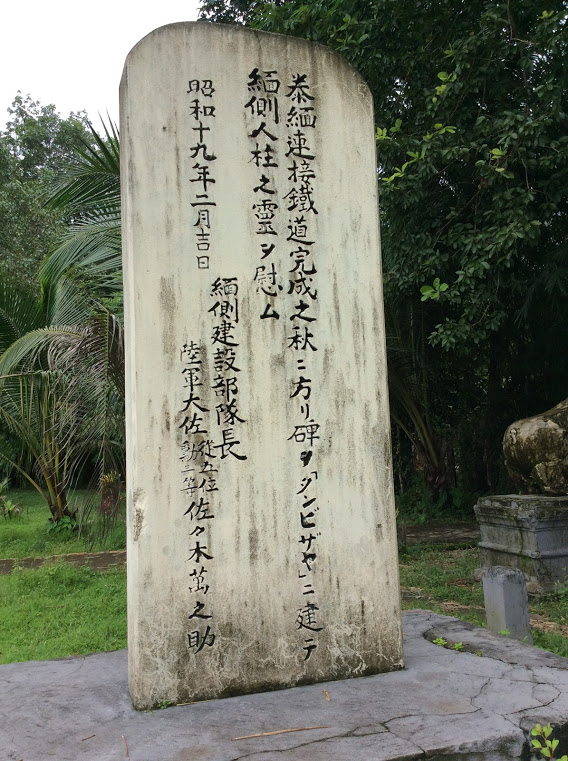
旧日本軍陸軍が建てた、ミャンマーの現地人を追悼するための慰霊碑
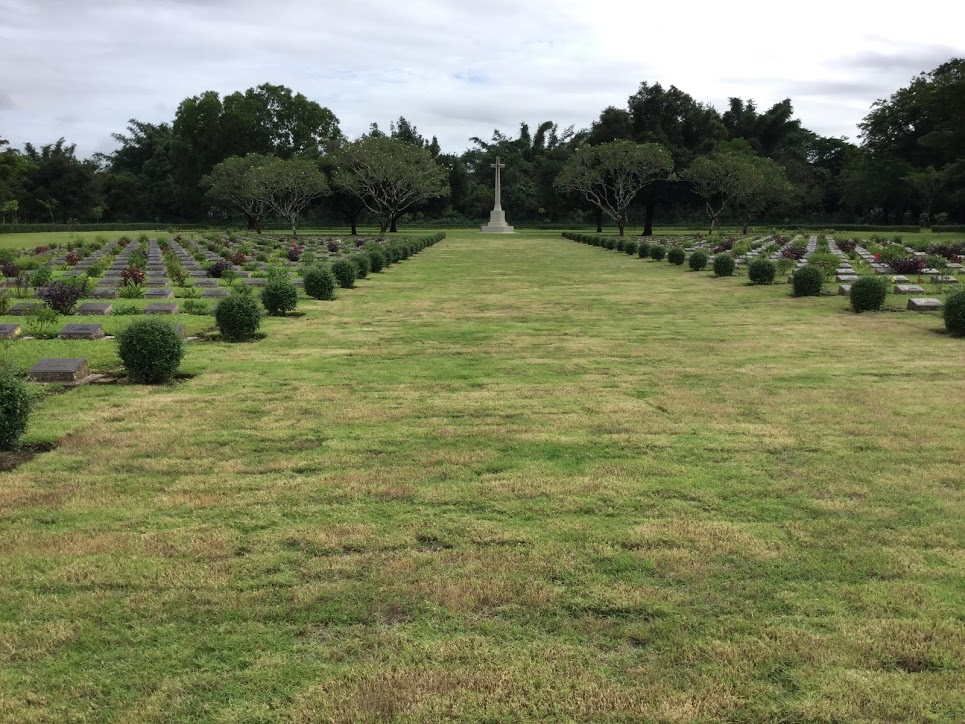
第二次世界大戦墓地
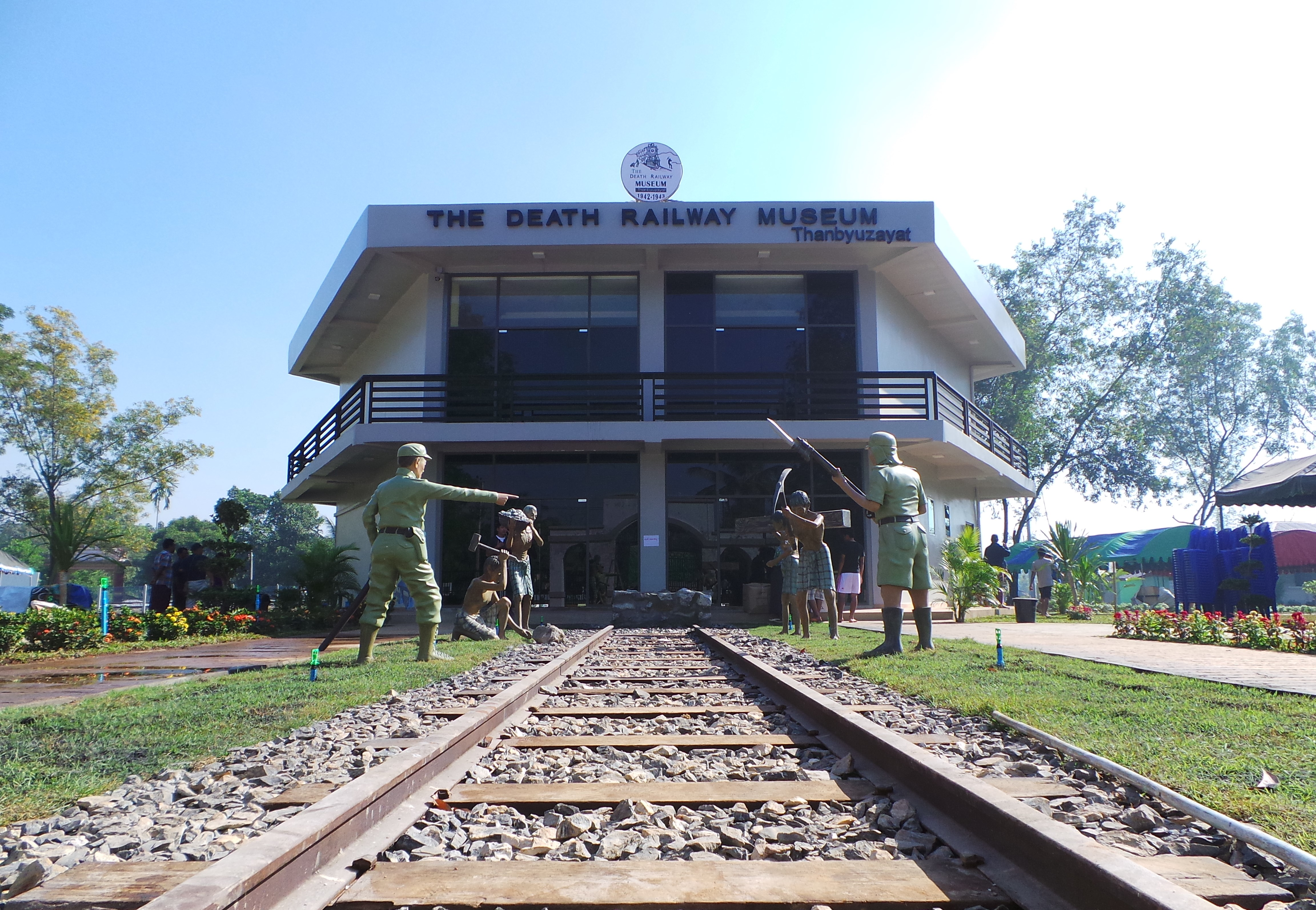
死の鉄道博物館（Death Railway Museum）
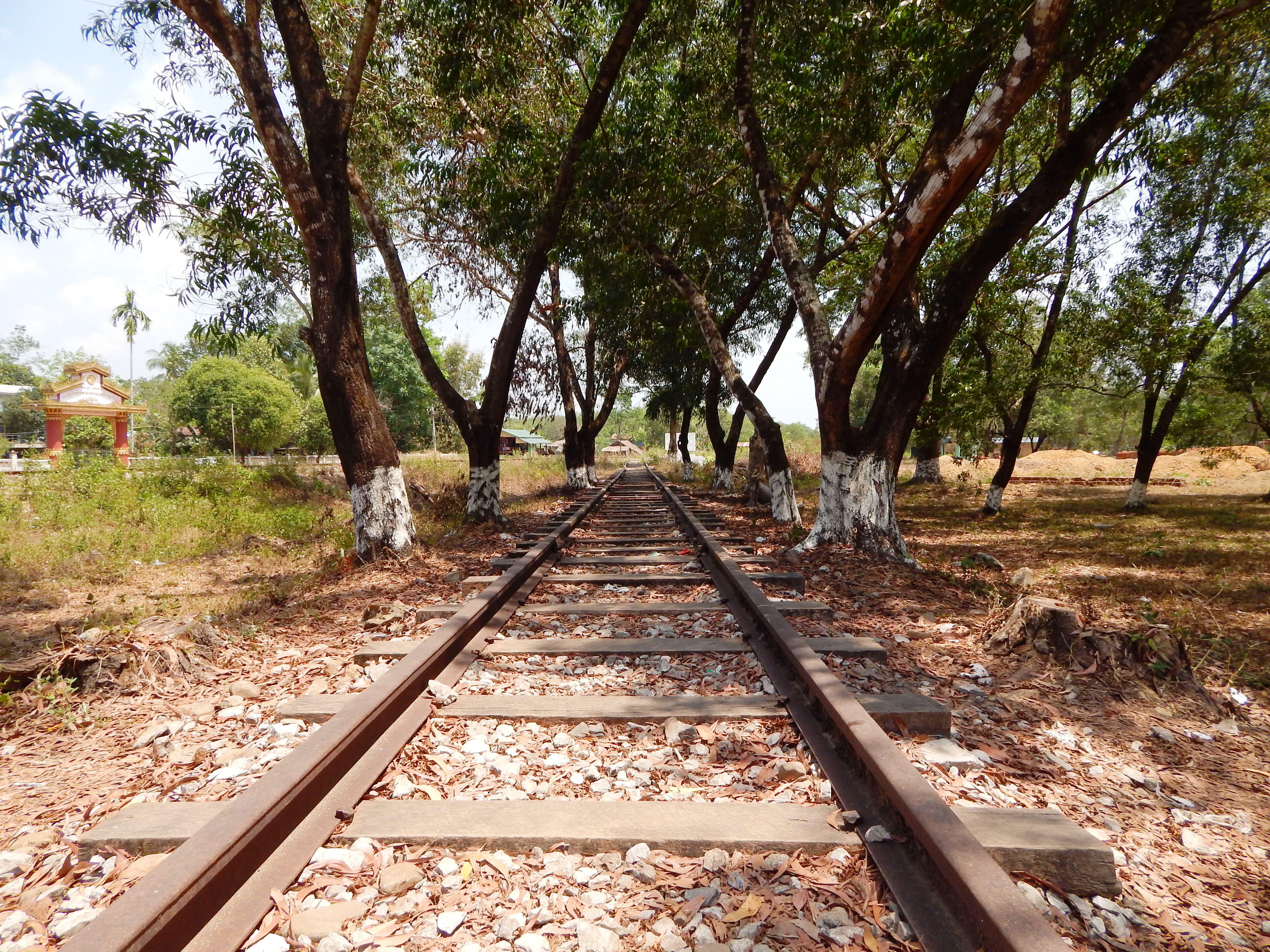
泰緬鉄道跡